# XIII legislatura del Regno d'Italia

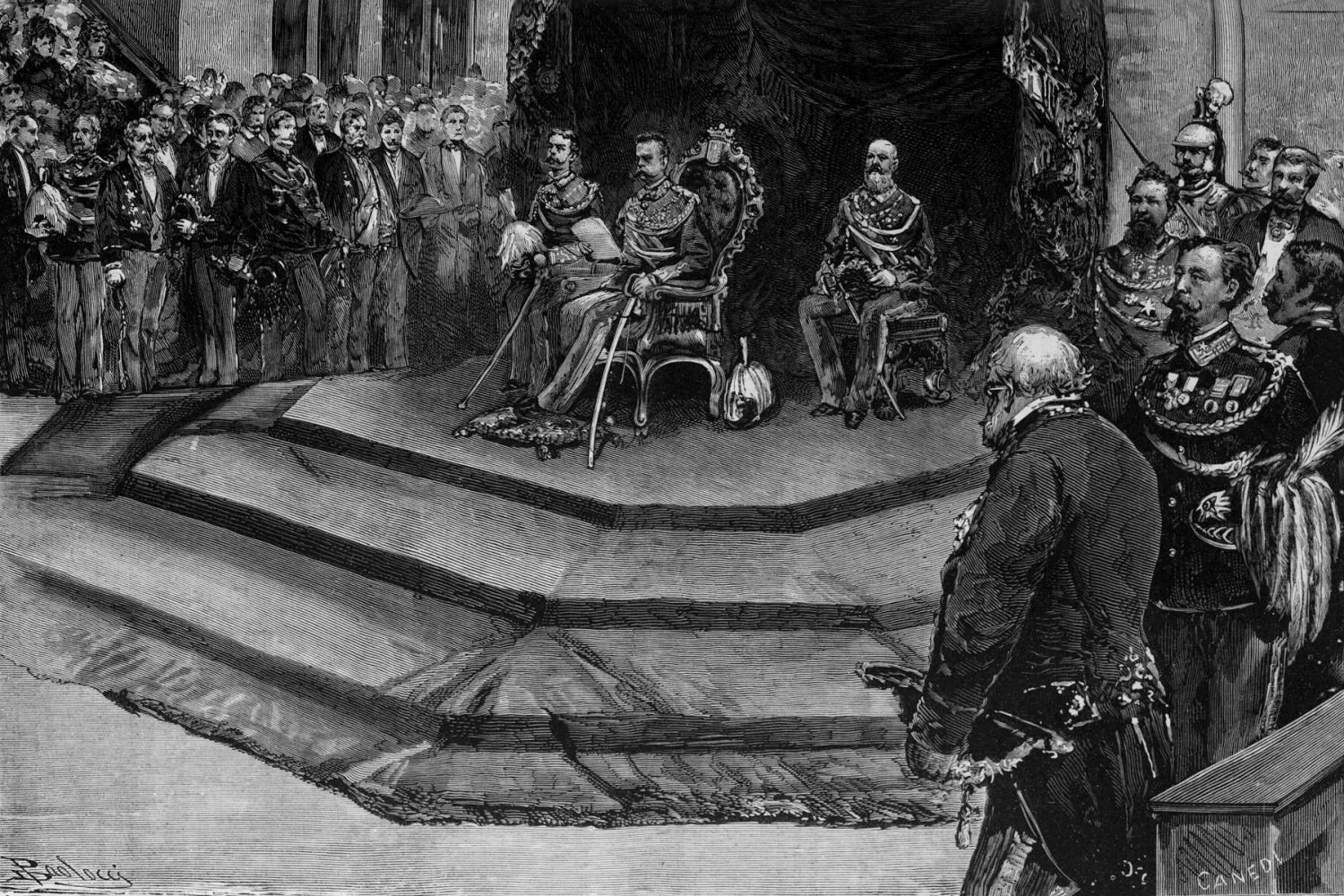
L'inaugurazione della XIII legislatura

La XIII legislatura del Regno d'Italia ebbe inizio il 20 novembre 1876 e si concluse il 2 maggio 1880.

## Governi
Governi formati dai Presidenti del Consiglio dei ministri su incarico reale.
1. Governo Depretis I (25 marzo 1876 - 25 dicembre 1877), presidente Agostino Depretis (Sinistra storica)
  - Composizione del governo: Sinistra storica
2. Governo Depretis II (26 dicembre 1877 - 24 marzo 1878), presidente Agostino Depretis (Sinistra storica)
  - Composizione del governo: Sinistra storica
3. Governo Cairoli I (24 marzo 1878 - 19 dicembre 1878), presidente Benedetto Cairoli (Sinistra storica)
  - Composizione del governo: Sinistra storica
4. Governo Depretis III (19 dicembre 1878 - 14 luglio 1879), presidente Agostino Depretis (Sinistra storica)
  - Composizione del governo: Sinistra storica
5. Governo Cairoli II (14 luglio 1879 - 25 novembre 1879), presidente Benedetto Cairoli (Sinistra storica)
  - Composizione del governo: Sinistra storica
6. Governo Cairoli III (25 novembre 1879 - 29 maggio 1881), presidente Benedetto Cairoli (Sinistra storica)
  - Composizione del governo: Sinistra storica

## Parlamento

### Camera dei Deputati
I sessione
- Presidente
  - Francesco Crispi, dal 26 novembre 1876 al 26 dicembre 1877

II sessione
- Presidente
  - Benedetto Cairoli, dal 7 marzo 1878 al 24 marzo 1878
  - Domenico Farini, dal 27 marzo 1878 al 19 marzo 1880

III sessione
- Presidente
  - Michele Coppino, dal 13 aprile 1880 al 2 maggio 1880

Nella legislatura la Camera tenne 526 sedute.

### Senato del Regno
I sessione
- Presidente
  - Sebastiano Tecchio, dal 20 novembre 1876

II sessione
- Presidente
  - Sebastiano Tecchio, dal 7 marzo 1878

III sessione
- Presidente
  - Sebastiano Tecchio, dal 17 febbraio 1880

Nella legislatura il Senato tenne 265 sedute.